# C'est la vie - Prendila come viene
C'est la vie - Prendila come viene (Le sens de la fête) è una commedia francese del 2017 diretto da Olivier Nakache e Éric Toledano. È stato uno dei film con maggiore successo in Francia.

## Trama
L'esperto wedding planner Max Angély, che sta pensando di ritirarsi dopo tanti anni di attività, viene incaricato di sovrintendere al matrimonio di Pierre e Héléna, presso uno dei meravigliosi castelli della Loira; poiché gli hanno sospeso la patente, chiede al suo depresso e fallito cognato Julien, insegnante di italiano "in pausa", di accompagnarlo al castello: all'arrivo, Max trova la sua vice Adèle che sta litigando con James, il "cantante" della band che intratterrà gli invitati (la James Live Band). Max cerca invano di far ragionare Adèle, donna irascibile dal carattere molto deciso, ma lei continua a controbattere in malo modo.
Max deve far fronte anche alla freddezza della sua amante Josiane, che gli rinfaccia di non aver chiuso la sua relazione con la moglie Nicole, e perciò tenta di farlo ingelosire avvicinandosi al diciottenne Patrice, un cameriere che arriva sempre in ritardo al catering; intanto Adèle riesce a far entrare nello staff Samy, sempliciotto assunto come cameriere, mentre il fotografo Guy, poco apprezzato dallo staff, arriva sul posto in compagnia di uno stagista, Bastien, che lo odia.
Quando l'insopportabile ed egocentrico Pierre si presenta in anticipo per verificare i preparativi, Max tollera a fatica tutte le sue critiche sull'allestimento: persino Julien ha da ridire sui nomi dei letterati, a suo parere "scritti male" sui tavoli. Quando Julien rivede la sposa Héléna, insegnante di storia e sua ex collega, si innamora di nuovo perdutamente di lei e le fa credere di essere un lontano parente di Pierre, per giustificare la sua presenza al matrimonio senza rivelare di essere un cameriere.
Sempre più nervosi, i membri dello staff protestano per essere costretti a indossare i pesanti abiti e parrucche settecenteschi voluti dallo sposo, ma Max minaccia di licenziarli e riesce a piegarli: così la festa inizia.
Vedendo Julien che non fa nulla se non fissare Héléna, Max gli chiede di andarsene, quando improvvisamente Adèle li avverte che è sorto un grave problema: quasi tutta la band, eccetto James, dopo aver mangiato l'agnello destinato anche agli ospiti, soffre di dolorosi crampi allo stomaco, con sintomi simili all'avvelenamento: il camion frigo della carne, infatti, è stato staccato alcune ore prima da Samy per collegare il proprio rasoio elettrico per radersi.
Per prendere tempo, Max ha l'idea di servire dei tortini alle acciughe e acqua frizzante per riempire lo stomaco degli invitati; inoltre fa in modo che Adèle e James collaborino in modo pacifico, assistendo addirittura all'emergere dei sentimenti tra i due, che si invaghiscono l'uno dell'altra. Poi raggiunge il collega Hubert, che è impegnato a dirigere un bar mitzvah, per farsi aiutare con nuove provviste di carne. Al ritorno in auto, Max, Julien e Roshan, cameriere dello Sri Lanka che si diverte a prendere in giro i colleghi sapendo che questi ultimi non lo capiscono, discutono del matrimonio di Max, definito da Julien "mortifero". Nel frattempo, la squadra di Max ha guadagnato tempo grazie al discorso interminabile dell'egocentrico sposo.
Rientrato al castello, ad attendere Max c'è una nuova brutta sorpresa: uno strano individuo si aggira tra i tavoli; pensando che sia un emissario del fisco, Max sviene per la tensione. Tornato in sé, temendo di essere scoperto, ordina ai suoi lavoratori in nero (tra cui Julien, Patrice e Roshan) di fingersi parte degli ospiti. Nel frattempo, Guy, che si sta abbuffando invece di fare le foto, con l'aiuto del giovane Bastien installa un'app di incontri per trovare finalmente una donna, riuscendo ad appartarsi con la madre dello sposo.

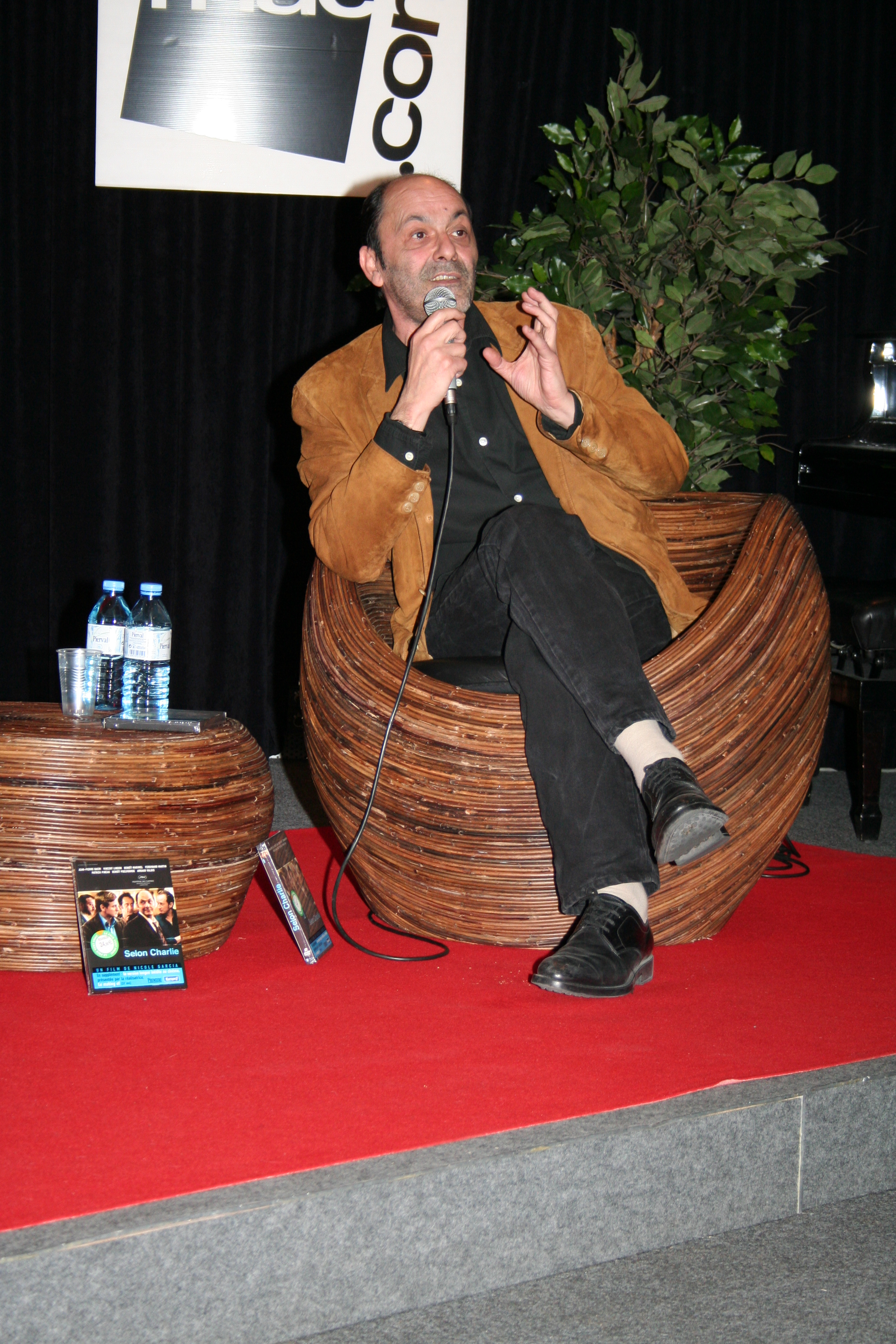
Il protagonista del film Jean-Pierre Bacri durante un'intervista alla Festa del Cinema di Roma

Vedendo James che si ostina a "far roteare i tovaglioli" agli invitati, cosa che Pierre detesta e che gli aveva espressamente chiesto di non fare, e Josiane forzare Patrice a baciarla davanti ai suoi occhi, Max prende coraggio e affronta il presunto ispettore del fisco: questi si rivela in realtà un possibile acquirente dell'attività di Max, e addirittura si dimostra molto attratto da lui, per poi lasciare la festa dopo avergli consegnato un'offerta scritta.
Più tardi Pierre, al centro dell'attenzione, esegue il suo spettacolo a sorpresa come dedica alla moglie, interpretando un angelo che si libra sugli ospiti appeso a un candido pallone ad elio attaccato da funi tenute da Adèle e Julien il quale, però, geloso di Pierre, cerca di sabotare il suo spettacolo e lascia la corda. A sorpresa, ad aiutare la ragazza interviene James, che inizia a tirare l'altra fune; così i due si avvicinano ancora di più e si scambiano un lungo e focoso bacio, non accorgendosi però di aver lasciato entrambi le corde. Così Pierre vola via. 
Nel frattempo l'inetto Samy, responsabile dei fuochi d'artificio, fraintende le precedenti indicazioni di Max e, credendo che il pallone sia il segnale, fa partire anzitempo i razzi, provocando un generale black out. Avendo tollerato già abbastanza, Max perde il controllo e rimprovera aspramente i suoi dipendenti, lasciandoli soli ad affrontare la situazione.
Rimasto solo a notte fonda, Max riesce finalmente a telefonare alla moglie Nicole, che gli rivela di avere anche lei una relazione extraconiugale come lui con Josiane, il che conferma che il loro matrimonio oramai è finito. L'amico Guy lo raggiunge con una piccola torta, dato che nel trambusto tutti si sono dimenticati che la giornata coincideva con il compleanno di Max. Guy riesce a rasserenare Max e lo convince a tornare al castello: qui Max trova un'atmosfera completamente diversa, con Pierre tornato sulla terra sano e salvo e gli ospiti che ballano a lume di candela, affascinati dalla musica orientale suonata da Roshan, accompagnato dallo staff con strumenti improvvisati. Héléna, commossa, si rivolge a Max per fargli i complimenti per questo "momento magico" e ringraziarlo del matrimonio, che alla fine è stato un vero successo.
Il mattino seguente, quando ormai gli sposi e gli invitati se ne sono andati, i locali sono stati ripuliti e riordinati e il personale è pronto per lasciare il castello. Finalmente Max, ormai separato da Nicole, e Josiane possono vivere la loro relazione allo scoperto, e Max, fiero del suo staff, promuove Adèle, ritenendola pronta per sostituirlo, dando appuntamento a tutti per l'evento da organizzare il martedì successivo.
Infine i membri dello staff salgono in auto per tornare a casa, tranne Julien e Samy, dimenticati da tutti, che così si incamminano insieme a piedi.

## Produzione

### Sviluppo
I due registi Olivier Nakache e Éric Toledano, riguardo alla nascita del film, hanno spiegato alla stampa:
"Venivamo fuori da un 2015 poco felice quando è nata in noi l'idea di far ridere raccontando, attraverso una festa, i difetti della società in cui viviamo. […] Il nostro intento era quello di rendere omaggio a tutti coloro che si impegnano per far sì che una festa vada a buon fine: ecco perché abbiamo voluto raccontare un matrimonio da dietro le quinte.

Il matrimonio è di per sé un ottimo soggetto. Fornisce ispirazione in continuazione: del resto, cos'è un matrimonio, se non messa in scena in ogni suo dettaglio? Se ci si pensa, un matrimonio è come una recita: c'è un pubblico, ci sono i costumi e ci sono ruoli ben definiti (gli sposi, i testimoni, i genitori degli sposi, gli amici). L'organizzazione di un evento come un matrimonio è inevitabilmente fonte di stress e di tensione per chi festeggia, anche e soprattutto per chi vi lavora. Ma è proprio da questo contrasto che nascono le situazioni comiche!".
Per scrivere la sceneggiatura di C'est la vie, i due registi hanno attinto ai loro ricordi di gioventù: infatti, all'inizio della loro carriera, quando cercavano di trovare i soldi per finanziare i loro cortometraggi, i due fecero diversi lavori, tra cui proprio quello di camerieri ai ricevimenti matrimoniali.
Il budget del film è costato oltre 14,8 milioni di euro.

### Riprese
Le riprese del film si sono svolte, dal 18 maggio al 15 luglio 2016, a Parigi e presso due delle centinaia di castelli della Loira: in parte allo Château de Courances, a Courances, e il Castello di Chenonceau.

## Promozione
Il trailer ufficiale italiano è stato diffuso online il 31 ottobre 2017.
Il film è stato anche presentato in anteprima mondiale alla 12ª edizione della Festa del Cinema di Roma, dove è stato definito "l'esilarante ritorno dei registi di Quasi amici".

## Distribuzione
Il film è stato distribuito nelle sale cinematografiche francesi il 5 luglio 2017, mentre in Italia il 1º febbraio 2018.

## Accoglienza

### Incassi
C'est la vie è stato campione d'incassi in Francia, con ben 27,7 milioni di euro guadagnati, nonché un successo anche in Italia, dove ha incassato oltre € 980mila.